# Karl Haberland (Politiker, 1893)
Karl Haberland (* 24. März 1893 in Barmen; † 3. April 1978) war ein deutscher Politiker und ehrenamtlicher Oberbürgermeister von Solingen.

## Leben
Karl Haberland wurde als Sohn des sozialdemokratischen Reichstagsabgeordneten Karl Haberland sr. in der damals noch selbständigen Stadt Barmen geboren. Das Gymnasium nach erreichen der Mittleren Reife verlassend, trat er 18-jährig im Jahr 1911 in die SPD ein. Nach dem Ersten Weltkrieg wurde er 1919 zunächst Mitarbeiter der Stadtverwaltung Barmen. Ab 1927 fand er Beschäftigung bei dem Spar- und Bauverein Solingen, aus der er nach der Machtübernahme durch die Nationalsozialisten wegen „politischer Unzuverlässigkeit“ entfernt wurde. 1945 kehrte er als Hauptgeschäftsführer in den Dienst der Wohnungsgenossenschaft zurück. Von 1948 bis 1969 gehörte Haberland der SPD-Fraktion im Solinger Stadtrat an, der er über mehrere Jahre auch vorsass. Vom 9. Dezember 1955 bis zum 30. März 1961 war Haberland dann in der Nachfolge von Eugen Maurer der dritte ehrenamtliche Oberbürgermeister Solingens der Nachkriegszeit.

„Ich bin der Meinung, dass in einer wirklich demokratischen Verfassung auf möglichst breiter Grundlage regiert werden soll, d.h. dass große Minderheiten berücksichtigt werden müssen. Deshalb werde ich immer für Toleranz in politischer und weltanschaulicher Hinsicht eintreten.“

## Ehrung
- 1968: Verdienstkreuz 1. Klasse
- 22. Juni 1971: Verleihung des Ehrenringes der Stadt Solingen[1][2]

In Solingen ist die Karl-Haberland-Straße nach ihm benannt.